# Por Andalucía
Por Andalucía (PorA) es una coalición electoral española de ámbito andaluz, constituida para concurrir a las elecciones al Parlamento de Andalucía de 2022 por IULV-CA, Más País Andalucía, Verdes Equo Andalucía e Iniciativa del Pueblo Andaluz, con el apoyo externo de Podemos Andalucía y Alianza Verde Andalucía.

## Historia
La ruptura en la dirección del grupo motor de Adelante Andalucía provocó el distanciamiento entre Podemos, controlado por la dirección de los Anticapitalistas, e Izquierda Unida. Mientras los primeros acusaban a los segundos de no respetar los acuerdos económicos de la coalición, los segundos respondían aludiendo al secuestro de redes y de la marca por parte de los primeros. Junto con una reforma del pacto antitransfuguismo, los 11 diputados de Adelante Andalucía fueron expulsados del grupo parlamentario y declarados tránsfugas.
Una vez superados los desencuentros entre la dirección de IULV-CA y la cúpula saliente de los anticapitalistas, se retomaron las conversaciones entre la formación dirigida por Toni Valero y la de Martina Velarde, quien ganó en primarias el lugar de coordinadora del partido en Andalucía el 19 de junio de 2020, desembocando en la creación de Unidas Podemos por Andalucía.
En diciembre de 2021 se crea la coalición Andaluces Levantaos formada por Más País, Equo, Andalucía por Sí (AxSí) e Iniciativa del Pueblo Andaluz (IdPA) para concurrir a las elecciones al Parlamento de Andalucía de 2022, con el objetivo de representar a votantes andalucistas, ecologistas, feministas, ecosocialistas y socialdemócratas.
Tras negociaciones entre los partidos constituyentes de las coaliciones Unidas Podemos por Andalucía y Andaluces Levantaos, el 25 de abril de 2022 se anunció que ambas coaliciones se fusionarían para presentar una lista única a las elecciones andaluzas que, pocas horas después, Juanma Moreno convocó para el 19 de junio de 2022.
A pesar de lo anunciado por el resto de componentes de ambas coaliciones, Andalucía por Sí reiteró su "compromiso con el proyecto Andaluces Levantaos", afirmando que "será [su] papeleta". Algunos medios inicialmente informaron de la presencia de Izquierda Andalucista en la coalición, pero esta formación se presenta en la coalición Adelante Andalucía.
En los días previos a la finalización del plazo de presentación de candidaturas el 6 de mayo, se anunciaron problemas en las negociaciones con Podemos Andalucía, que defendía que el ganador de sus primarias fuera el candidato a la Presidencia de la Junta de Andalucía. Finalmente, pocas horas antes de que se terminase el plazo, se anunció que Podemos participaría de la candidatura con Inmaculada Nieto (IULV-CA) como candidata a la Presidencia de la Junta. Sin embargo, las firmas de Podemos y Alianza Verde no llegaron a tiempo al registro en la Junta Electoral lo cual implicó que el logotipo de la coalición no incluiría las marcas de Podemos y Alianza Verde, sus candidatos figurarían en las papeletas como independientes y no tendrían acceso directo a la financiación. 4 de las listas fueron encabezadas por Podemos, 3 por IU-LV-CA y 1 por Más País Andalucía.

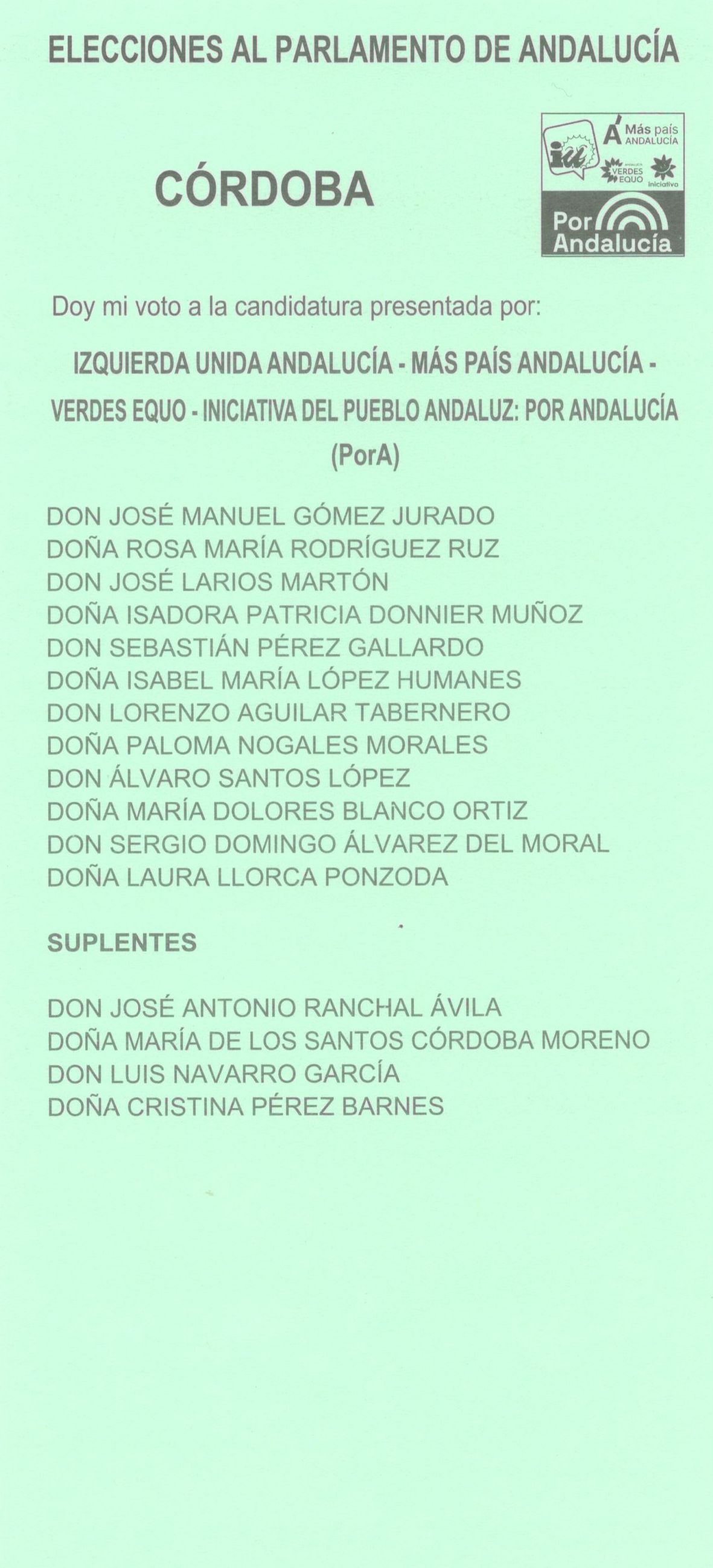
Papeleta por Córdoba

Finalmente obtuvo 5 parlamentarios, perteneciendo 3 a Podemos, 1 a Más País Andalucía y la restante a IU-LV-CA, siendo para esta su peor resultado electoral, quedándose el PCA por primera vez sin ningún representante en el Parlamento andaluz.

## Organización
| Partido | Partido                                                         | Presidencia / Liderazgo |
| ------- | --------------------------------------------------------------- | ----------------------- |
|         | Izquierda Unida Los Verdes-Convocatoria por Andalucía (IULV-CA) | Toni Valero             |
|         | Más País Andalucía (MPA)                                        | Esperanza Gómez Corona  |
|         | Verdes Equo Andalucía (VQA)                                     | Mar González            |
|         | Iniciativa del Pueblo Andaluz (IdPA)                            | José Antonio Jiménez    |
|         | Alianza Verde Andalucía (apoyo externo)                         | Carmen Molina           |
|         | Podemos Andalucía (apoyo externo)                               | Martina Velarde         |

## Resultados electorales
| Comicios | Cabeza de lista  | Número de votos | % de votos | Diputados | Notas |
| -------- | ---------------- | --------------- | ---------- | --------- | --- |
| 2022     | Inmaculada Nieto | 281 688         | 7,68%      | 5/109     | * 4 diputados independientes: 3 de ellos afiliados en Podemos (Juan Antonio Delgado, Alejandra Durán y José Manuel Jurado) y 1 en Movimiento Sumar (Esperanza Gómez) * 1 diputada de IULV-CA (Inmaculada Nieto) |